# Département de Saraya
Le département de Saraya est l'un des 46 départements du Sénégal et l'un des 3 départements de la région de Kédougou.
Il a été créé par un décret du 10 juillet 2008.
Son chef-lieu est Saraya, qui est aussi la seule commune du département.
Ses arrondissements sont :
- Arrondissement de Bembou
- Arrondissement de Sabodala

Depuis 2013, le département compte 6 communes :
- Bembou
- Sabodala
- Saraya
- Madina Baffé
- Kossanto
- Missirah Sirimana

## Population
Le département de Saraya est l'un des moins peuplés du pays avec une population de 92 912 habitants en 2023.